# كرد أباد (أسكو)
كرد أباد هي قرية في مقاطعة أسكو، إيران. عدد سكان هذه القرية هو 2,150 في سنة 2006.